# Reisai
Pour les articles homonymes, voir Reisai (homonymie).
 (septembre 2013).
Reisai (霊彩) est un peintre japonais du XVe siècle. Ses dates de naissance, de décès, ainsi que ses origines, ne sont pas connues, cependant sa période d'activité se situe d'après ses œuvres au XVe siècle.

## Biographie
Reisai est un peintre de l'école de peinture à l'encre suiboku de l'époque de Muromachi dont le musée national de Tokyo conserve une œuvre, Monju (le bodhisattva Manjusri), rouleau en hauteur à l'encre sur papier doré, qui est répertoriée au registre des Biens Culturels Importants.

## L'âge d'or du lavis duXIVeauXVIesiècle
|  |  |  |

Pour les moines zen, la peinture, et notamment la peinture de paysage, est l'un des plus sûrs moyens de parvenir à l'illumination. On ne peut donc s'étonner de constater qu'entre le XIVe et le XVIe siècle, la quasi-totalité des peintres qui s'illustrent dans le paysage au lavis, et ils sont nombreux, sont des moines. Au XIIIe siècle, l'influence continentale, si déterminante quatre cents ans plus tôt, ne joue plus guère, même si elle est en passe de s'affirmer à nouveau. S'ils préfèrent s'essayer d'abord à l'art intimiste du paysage rapproché, ils s'adonnent volontiers à ces zenkizu (images évoquant les activités familières des bonzes zen) qui enchantent les sages chinois. Reisai nous donne déjà de ces scènes, une vision plus stylisée lorsqu'il peint les deux compères Kanzan et Jittoku (les célèbres moines-clochards de la tradition chinoise), modèles de prédilection de nombreux peintres japonais.

## Une leçon de peinture
Avec Le Moine Kanzan, Reisai illustre parfaitement le propos. 
Le vent qui pousse de toutes ses forces le brave Kanzan vers son destin est à l'évidence le principal personnage du tableau. Le rire largement déployé du moine hirsute nous invite à une sage insouciance. Ne pas accorder plus d'importance qu'il ne faut aux infortunes et aux bourrasques de la vie. Ne pas opposer d'angles vifs à l'ennemi, se courber légèrement, rester souple, tourner le dos aux méchants. Et surtout, se laisser aller...
L'aérodynamique Kanzan va son bonhomme de chemin au gré du vent. Il semble porter un petit rouleau, trésor de peu de poids, mais qu'il tient à deux mains: il pourrait s'envoler. Kanzan peut lui aussi s'envoler tout entier. Le vent fait des huit avec sa robe et menace de l'embobiner. Mais à quoi bon s'inquiéter ? Ne sommes-nous pas destinés à être emportés un jour, avec les feuilles de l'ultime saison ?
Le mouvement est évoqué ici avec une malicieuse sobriété: voluptueuses volutes de la robe, tignasse soigneusement peignée par la bise, branches feuillues unanimement ployées, auxquelles semblent répondre les lignes anguleuses du roc. Des vieux maîtres chinois, les moines peintres de l'époque Muromachi ne tardent pas à entendre la leçon: dire beaucoup, en parlant le moins possible...

## Musées
- Tōkyō (musée Gotō):
  - Le Moine Kanzan, encre sur papier (83,9 × 35,5 cm).